# Manu Gavassi
Manu Gavassi, pseudonimo di Manoela Latini Gavassi Francisco (San Paolo, 4 gennaio 1993), è una cantante e attrice brasiliana.

## Biografia
Nata e cresciuta a San Paolo, si è avvicinata al mondo musicale all'età di 16 anni, realizzando e pubblicando cover attraverso YouTube. Grazie a ciò è stata notata dal produttore discografico Rick Bonadio, che le ha permesso di firmare un contratto con l'etichetta di propria proprietà Midas Music, per mezzo della quale è stato distribuito il primo album in studio eponimo della cantante. Dal progetto, uscito nel 2010, le tracce Garoto errado e Planos impossíveis hanno entrambe ottenuto la certificazione d'oro dalla Pro-Música Brasil per aver venduto 40 000 unità ciascuna a livello nazionale. A novembre 2011 ha debuttato come attrice grazie alla sua partecipazione come Débora nella serie Julie - Il segreto della musica.
Il secondo album Clichê adolescente, uscito nel 2013, è stato supportato dall'uscita del singolo omonimo. Ha successivamente preso parte a Em família, interpretando il personaggio di Paulinha. Nel 2015 ha dato vita alla sua prima tournée nazionale a favore del primo EP Vício. L'anno successivo ha avuto il ruolo di protagonista nel film Socorro, virei uma garota! e ha iniziato a lavorare per la Universal Music Group, attraverso la quale verrà distribuito il terzo disco della cantante, intitolato Manu e pubblicato nel 2017. Anch'esso è stato promosso dal tour omonimo.
Nel 2020 ha inciso con Gloria Groove la hit Deve ser horrível dormir sem mim, diamante in Brasile, che ha esordito alla 2ª posizione della classifica brasiliana, bloccata da Oh Juliana di Niack, e che ha fatto il proprio ingresso nella Top 200 Singles della Associação Fonográfica Portuguesa.

## Discografia

### Album in studio
- 2010 – Manu Gavassi
- 2013 – Clichê adolescente
- 2017 – Manu
- 2021 – Gracinha

### Album dal vivo
- 2023 – Acústico MTV: Manu Gavassi canta fruto proibido

### EP
- 2015 – Vício
- 2019 – MiniDocs Nashville

### Singoli
- 2012 – Odeio
- 2012 – Você já deveria saber
- 2012 – Conto de fadas
- 2013 – Clichê adolescente
- 2016 – Camiseta
- 2018 – Ninguém vai saber
- 2018 – Cute but Psycho
- 2019 – Cute but (Still) Psycho
- 2020 – Eu te quero (con Zeeba)
- 2020 – Deve ser horrível dormir sem mim (con Gloria Groove)
- 2021 – Eu nunca fui tão sozinha assim
- 2021 – Subversiva
- 2021 – Catarina
- 2021 – Gracinha (feat. Tim Bernardes & Amaro Freitas)
- 2021 – Tédio (feat. Alice et Moi)
- 2022 – Você nasceu pra mudar (con Gustavo Mioto)
- 2023 – Ovelha negra (con Liniker)
- 2023 – Pronta pra desagradar
- 2023 – Sexo, poder e arte
- 2024 – 31

## Programmi televisivi
- Big Brother Brasil 20 (Rede Globo, 2020) – Concorrente

## Riconoscimenti
- BreakTudo Awards
  - 2020 – Hit nazionale per Áudio de desculpas[15]
  - 2020 – Candidatura alla Best Reality Star[15]
  - 2021 – Candidatura all'Artista femminile nazionale[16]
  - 2021 – Candidatura alla Clip nazionale per Deve ser horrível dormir sem mim[16]

- E! People's Choice Awards
  - 2020 – Influencer brasiliana dell'anno[17]

- Kids' Choice Awards
  - 2024 – Cantante all'Artista preferito[18]

- Meus Prêmios Nick
  - 2011 – Rivelazione musicale[19]
  - 2012 – Cantante femminile preferita[20]
  - 2014 – Cantante femminile preferita[21]
  - 2020 – Artista musicale preferita[22]
  - 2020 – Hit nazionale preferita per Áudio de desculpas[22]
  - 2020 – Ispirazione dell'anno[22]
  - 2020 – Instagram dell'anno[22]
  - 2020 – Stile dell'anno[22]
  - 2020 – Contenuto digitale dell'anno[22]
  - 2021 – Artista musicale preferita[23]
  - 2021 – Icona fashion[23]
  - 2021 – Coppia dell'anno[23]

- MTV Europe Music Awards
  - 2021 – Miglior artista brasiliano[24]
  - 2022 – Miglior artista brasiliano[25]
  - 2023 – Candidatura al Miglior artista brasiliano[26]

- Prêmios MTV MIAW
  - 2020 – Icona[27]
  - 2020 – Video musicale per Deve ser horrível dormir sem mim[27]
  - 2021 – Girl Boss[28]
  - 2021 – Fandom[28]
  - 2022 – Video musicale per Bossa nova[29]
  - 2022 – Fandom[29]
  - 2022 – Animale di un influencer per Aipim[29]